# Alchemilla laxescens
Alchemilla laxescens es una especie de planta del género Alchemilla, perteneciente a la familia Rosaceae.

## Taxonomía
Alchemilla laxescens fue descrita por Czkalov en 2014.

## Distribución
Se encuentra en el territorio de Siberia.